# Treco (empresa)
Treco foi um fabricante de videogames, parceira da Sega, desenvolvendo alguns jogos para o Mega Drive. Entre os jogos que produziu há Fighting Masters e Street Smart.